# Henckelia urticoides
Henckelia urticoides är en tvåhjärtbladig växtart som beskrevs av A. Weber. Henckelia urticoides ingår i släktet Henckelia och familjen Gesneriaceae. Inga underarter finns listade i Catalogue of Life.